# فیکوس رتوزا
فیکوس رتوزا (انگلیسی: Ficus retusa) گونه ای از گیاه چوبی همیشه سبز از جنس انجیر است که بومی منطقه مجمع الجزایر مالایی و منطقه رویشی مالزی است. نام این گونه به‌اشتباه به‌طور گسترده‌ای در مورد انجیز پرده‌ای (انگلیسی: Ficus microcarpa) استفاده شده‌است.